# 吴淦
吴淦（1973年2月14日—），网名“超级低俗屠夫”，福建福清人，中國维权人士、网络名人。北京锋锐律师事务所行政助理。
“屠夫”吴淦最早闻名于网络缘于邓玉娇案，吴淦的参与推动了该案的迅速传播。吴淦参与过的著名事件有福建网民案、浙江钱云会案、沈阳夏俊峰案、庆安火车站枪击事件等。吴淦因曾多次在法院和政府机构之外组织激烈的抗议活动、“行为艺术”，支持那些指控官员滥用职权的原告和被告，在中国人权倡导者中有很高知名度。
2015年5月20日，吴淦因在南昌抗议江西高院不让参与“乐平冤案”律师阅卷，而被行政拘留10天。5月27号又因涉嫌“寻衅滋事罪”和“诽谤罪”，遭福建警方刑事拘留。
2015年7月3日，燕文薪律师接到厦门检察院电话，告知吴淦被以煽动颠覆国家政权和寻衅滋事两罪被批准逮捕。
2016年1月28日，厦门市公安局通知吴淦已经移交给天津市公安局。
2017年12月26日，吴淦被控“煽动颠覆国家政权”等罪，被判处有期徒刑八年、剥夺政治权利五年。2023年5月18日，吴淦刑满获释，並回到厦门家中。